# Dibenzylidenaceton
Dibenzylidenaceton oder Dibenzalaceton (Abkürzung: DBA) ist eine organische chemische Verbindung und zählt zu den Ketonen. Sie findet Verwendung in der Organometallchemie, etwa als Ligand an Palladium. Die häufigste Form ist die trans-trans-Form, es kommen jedoch auch die isomeren cis-cis- und cis-trans-Formen vor.

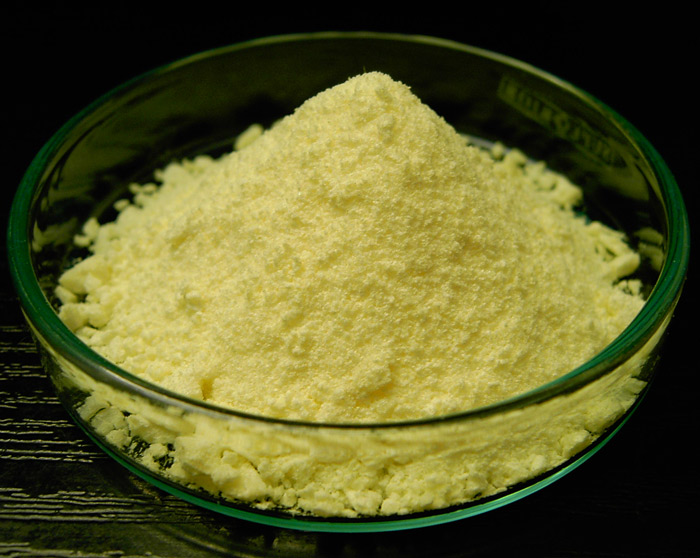
Dibenzylidenaceton-Pulver

## Darstellung
Die Synthese von Dibenzylidenaceton erfolgt durch Aldolkondensation von Aceton mit zwei Äquivalenten Benzaldehyd. Wählt man ein Verhältnis von einem Äquivalent Aceton und 2,2 Äquivalenten Benzaldehyd, also einen Überschuss von Benzaldehyd, erhält man Ausbeuten von 90 bis 94 %.